# آنتالپی
آنتالپی (به فرانسوی: Enthalpie) یا اندرتافت یا درون‌گرمی مقدار کل محتوای انرژی یک سامانه در فشار و دما ثابت است. آنتالپی جمع انرژی درونی سیستم و حاصلضرب فشار و حجم آن است. واحد اندازه‌گیری آنتالپی در سامانه استاندارد بین‌المللی یکاها ژول (J) نام دارد.
آنتالپی به‌وسیله رابطه زیر محاسبه می‌شود:
{\displaystyle H=E+PV,\,}
که H نمایانگر آنتالپی سیستم (در واحد ژول)،
E نمایانگر انرژی درونی سامانه (در واحد ژول)،
P نمایانگر میزان فشار در مرز سامانه (در واحد پاسکال) و
V نمایانگر حجم سامانه (در واحد مترمکعب) می‌باشد.
تغییرات آنتالپی یک تابع حالت است به این معنی که مقدار آن تنها به حالت‌های آغازی و پایانی فرایند بستگی دارد و تغییرات در مسیر انجام واکنش با استفاده از آن تابع قابل بررسی نیست. در نمودار سایکرومتریک بخشی به آنتالپی اختصاص داده شده است.

## تغییرات آنتالپی
تغییر آنتالپی یا ΔH عبارت است از میزان گرمایی که در تبدیل واکنش دهنده(ها) به فراورده(ها) در یک واکنش شیمیایی مبادله می‌شود
معمولاً تغییرات آنتالپی واکنش‌ها را در دستگاه‌های آنالیز مورد سنجش قرار می‌دهند. در این نوع واکنش‌ها تغییر حجم برابر صفر نیست و تغییر آنتالپی معمولاً منفی به‌دست می‌آید.

### تغییرات آنتالپی در واکنش‌های گرماگیر
در واکنش گرماگیر این تغییرات مثبت است یعنی آنتالپی سیستم در صورتی که واکنش گرماگیر باشد افزایش خواهد یافت. در این واکنش‌ها به دلیل مثبت بودن آنتالپی امکان منفی بودن آنتروپی وجود ندارد.

### تغییرات آنتالپی در واکنش‌های گرماده
تغییرات آنتالپی واکنش گرمازا منفی است یعنی آنتالپی سیستم‌هایی که در آن‌ها واکنش گرمازا انجام می‌شوند کاهش می‌یابد.

## آنتالپی و انرژی درونی
آنتالپی با انرژی درونی مرتبط است. مقدار کار مربوط به تغییر حجم نمونه ناشی از واکنش سیستم تفاوت این دو را موجب می‌شود

## روش اندازه‌گیری تغییرات آنتالپی
تغییرات آنتالپی را در روش غیرمستقیم با استفاده از روش کالریمتری سنجشی مقیاسی تعیین می‌کنند و از مشتق آن مقدار ظرفیت حرارتی ویژه نمونه را به دست می‌آورند.
در روش مستقیم از نوعی کالری متر تحت عنوان گرماسنج لیوانی استفاده می‌شود که تنها برای اندازه‌گیری گرمای واکنش‌ها در فشار ثابت استفاده می‌شود.

## آنتالپی‌های مهم در شیمی
- آنتالپی سوختن، تغییر آنتالپی هنگام سوختن یک مول ماده در میزان کافی از گاز اکسیژن (واکنش یک مول ماده با اکسیژن) را نشان می‌دهد.
- آنتالپی استاندارد تشکیل، تغییر آنتالپی واکنش تشکیل یک مول ماده از عنصرهای سازنده اش در حالت استاندارد را نشان می‌دهد.
- آنتالپی خنثی سازی، تغییر آنتالپی هنگام تشکیل یک مول آب از واکنش ماده اسیدی و ماده پایه را نشان می‌دهد.
- آنتالپی متوسط پیوند، تغییر آنتالپی هنگام شکسته شدن یک مول پیوند را نشان می‌دهد.
- آنتالپی استاندارد ذوب، تغییر آنتالپی هنگام تبدیل شدن یک مول ماده جامد به همان ماده در حالت مایع در دمای ذوب را نشان می‌دهد.